# Harald von Boehmer

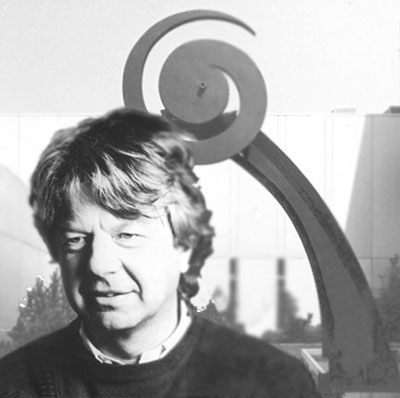
Harald von Boehmer

Harald von Boehmer (* 30. November 1942 in Guben; † 24. Juni 2018) war ein deutscher Mediziner, Biologe, Immunologe und Professor für Pathologie an der Harvard Medical School. Er war ein anerkannter Forscher vor allem auf dem Gebiet der T-Lymphozyten.

## Leben
Harald von Boehmer, Sohn des ermordeten Widerstandskämpfers vom 20. Juli 1944 und Generalstabsoffiziers Hasso von Boehmer und seiner Ehefrau Käthe geborene Torhorst (1911–2019), studierte Medizin an den Universitäten Göttingen, Freiburg und München und schloss dieses Studium im Jahr 1968 mit dem Doktor der Medizin ab. Es folgten Studienjahre an der Universität Melbourne/Australien im Fach Biologie, sowie Forschungstätigkeiten am Walter and Eliza Hall Institute of Medical Research, welche er 1974 mit seiner zweiten Promotion zum PhD in Biologie beendete. In den Jahren 1973 bis 1996 war er Mitglied am Institut für Immunologie Basel und wurde zwischenzeitlich 1984 an der Universität Basel zum Privatdozenten der Immunologie habilitiert. Zusätzlich zu einer Gastprofessur an der University of Florida (ab 1982 bis heute) und nach einer Tätigkeit als Gastwissenschaftler am Massachusetts Institute of Technology (MIT) (1987) wurde von Boehmer 1991 zum Professor für Immunologie an der Basler Universität ernannt. Bereits ein Jahr später nahm er eine Stelle als Forschungsdirektor am Nationalen Institut für Wissenschaft und medizinische Forschung (INSERM) in Paris an und leitete von 1997 bis 2000 die Forschungsabteilung INSERM 373 als Direktor. Von 1993 bis 2000 übernahm er eine  Professur für Immunologie an der Faculté de Médicine Necker Enfants Malades und wurde Fakultätsmitglied der Universität Descartes. Im Jahre 1996 beendete er seine Tätigkeit in Basel und übersiedelte nach Paris. Im Jahre 1997 wurde er als "Membre Senior" in das Institut Universitaire de France gewählt. Schließlich übernahm er im Jahr 1999 eine Professur für Pathologie an der Harvard Medical School und wurde Mitglied der Faculty of Arts and Sciences der Harvard University/Cambridge/USA. In Boston leitete er das Labor für Lymphozyten-Biologie am Dana-Farber Cancer Institute.
Nach seiner Emeritierung übernahm Harald von Boehmer im Januar 2013 eine Gastprofessur am Institut für Immunologie der Ludwig-Maximilians-Universität München. Im Februar 2013 wurde Harald von Boehmer, Professor im Department of Cancer Immunology & AIDS, Harvard Medical School (USA), mit dem Helmholtz International Fellow Award für seine exzellente Leistung im Forschungsbereich der Immunologie ausgezeichnet, nachdem er im Januar 2013 durch das Helmholtz Zentrum München – Deutsches Forschungszentrum für Gesundheit und Umwelt nominiert worden war.

## Forschungsschwerpunkte
Harald von Boehmer erforschte die Rolle von T-Lymphozyten im Immunsystem. Er untersuchte im Besonderen die Rolle des alfa- und beta-T-Zell-Rezeptors (TCR) bei der Erkennung von MHC-Peptid-Komplexen, auch MHC-restringierte Antigenerkennung genannt. Demnach wird mit dem Transfer von TCR alpha- und beta-Genen von einem T-Zell-Klon in einen anderen auch die MHC-restringierte Spezifität transferiert, was bedeutet, dass die MHC-restringierte Antigenerkennung durch einen Rezeptor erfolgt. An T-Zell-Rezeptoren transgener Mäusen wurde die Adaption des Immunsystems an körpereigenes Gewebe untersucht. Es zeigte sich, dass die positive and negative Selektion unreifer T-Zellen im Thymus durch körpereigene Peptid-MHC-Komplexe eine entscheidende Rolle spielt. Diese Experimente hatten auch das Ziel, die Rolle der TCR-Bindung an MHC I- oder  MHC II-Peptid-Komplexe für die intrathymische Differenzierung von CD8-Killerzellen oder CD4-Helferzellen zu klären, die sich als wesentlich herausstellte. Weitere Studien beschäftigten sich mit der Identifizierung, Struktur und Funktion des Pre-T-Zell-Rezeptors und mit dessen Einfluss auf das Überleben und die Differenzierung unreifer T-Zellen mit produktiven TCR-beta Genumlagerungen.
Darüber hinaus untersuchte von Boehmer die Generierung und Funktion regulatorischer T-Zellen, die eine wesentliche Rolle bei der Verhinderung von Autoimmunität spielen, mit dem Ziel, die Fähigkeit dieser Zellen zu nutzen, unerwünschten Immunreaktionen vorzubeugen.
Harald von Boehmer war ein "highly cited researcher" (Institute for Scientific Information (ISI) 2003). Seine Arbeiten über die intrathymische Selektion unreifer T-Zellen wurden in der Ausgabe "Great Experiments" dargestellt, in welchem die wichtigsten Beiträge des 20. Jahrhunderts zum Verständnis der Biologie im molekularen und zellulären Bereich aufgeführt sind.

## Ehrungen
- 1990 Louis-Jeantet-Preis für Medizin, Genf, gemeinsam mit Nicole Le Douarin und Gottfried Schatz
- 1990 Ordentliches Mitglied der Academia Europaea, London[4]
- 1990 Avery-Landsteiner-Preis, Aachen
- 1993 Paul-Ehrlich-und-Ludwig-Darmstaedter-Preis Frankfurt, gemeinsam mit Philippa Marrack und John W. Kappler
- 1997 Körber-Preis für Europäische Wissenschaft, Hamburg, gemeinsam mit Klaus Rajewsky und Pawel Kisielow
- 1997 Gewähltes Mitglied des Institut Universitaire de France
- 2002 Ehrendoktorwürde in Medizin der Technischen Universität München
- 2003 Gewähltes Mitglied der Deutschen Akademie der Naturforscher Leopoldina, Halle (Saale)[5]
- 2003 Merit Award des National Institutes of Health, Washington, D.C.
- 2004 Researche Award der Sherman Fairchild-Stiftung
- 2013 Helmholtz International Fellow Award

## Werke (Auswahl)
- Über die Wirkung von Faktoren aus dem Humanserum auf die elektrophoretische Beweglichkeit von Säugetierzellen;  München, 1968
- T cell hybridomas: a Workshop at the Basel Institute for Immunology; Berlin [u. a.] : Springer, 1982
- T cell clones; Amsterdam [u. a.]: Elsevier, 1985
- Immunabwehr; Heidelberg [u. a.]: Spektrum Akademischer Verlag, 1995